# Сытники (Харьковская область)
Сытники (укр. Ситники), село, 
Краснокутский поселковый совет,
Краснокутский район,
Харьковская область.
Код КОАТУУ — 6323555102. Население по переписи 2001 года составляет 38 (16/22 м/ж) человек.

## Географическое положение
Село Сытники находится на расстоянии в 2 км от пгт Краснокутск и
в 1-м км от села Степановка.

## История
- 1775 — дата основания.

## Объекты социальной сферы
- Школа.